# Prost Grand Prix
 (octobre 2019).
Si vous disposez d'ouvrages ou d'articles de référence ou si vous connaissez des sites web de qualité traitant du thème abordé ici, merci de compléter l'article en donnant les références utiles à sa vérifiabilité et en les liant à la section « Notes et références ».
Prost Grand Prix est une ancienne écurie de Formule 1 française et un ancien constructeur, fondés et dirigés par Alain Prost de 1997 (après le rachat de Ligier) jusqu'à la faillite de l'entreprise en fin d'année 2001. Prost Grand Prix a disputé 83 Grands Prix de Formule 1 et inscrit 35 points au championnat du monde des constructeurs. Les Prost ont également décroché trois podiums et parcouru trente-sept tours (soit 160 km) en tête de Grands Prix.

## Historique
Prost Grand Prix est l'émanation de l'ancienne écurie Ligier, propriété de Flavio Briatore, qui est également directeur de l'écurie de Formule 1 Benetton Formula, depuis le printemps 1994. Briatore a alors acheté Ligier dans le seul but de récupérer le contrat moteur avec Renault Sport avant de la revendre. L'écurie est achetée le 13 février 1997 pour douze millions de dollars par l'ancien pilote de Formule 1 Alain Prost, qui la rebaptise de son nom.
Ce rachat s'accompagne d'un partenariat payant d'une durée de trois saisons avec Peugeot Sport, à compter de 1998. Prost comptait sur une fourniture de moteurs gratuits pendant cinq saisons, comme pour la plupart des partenariats avec un grand constructeur mais l'arrivée du nouveau PDG Jean-Martin Folz (successeur de Jacques Calvet pro F1) a compromis ses vues. 
La prise de contrôle d'Alain Prost se traduit par l'arrivée de très nombreux nouveaux sponsors : Canal+, qui vient alors d'acheter les droits de diffusion numériques du championnat du monde, BiC, Alcatel... André de Cortanze et Frank Dernie sont remerciés et Bernard Dudot, l'ancien directeur technique de Renault Sport, devient directeur technique et Loïc Bigois concepteur en chef.

### Première saison: 1997

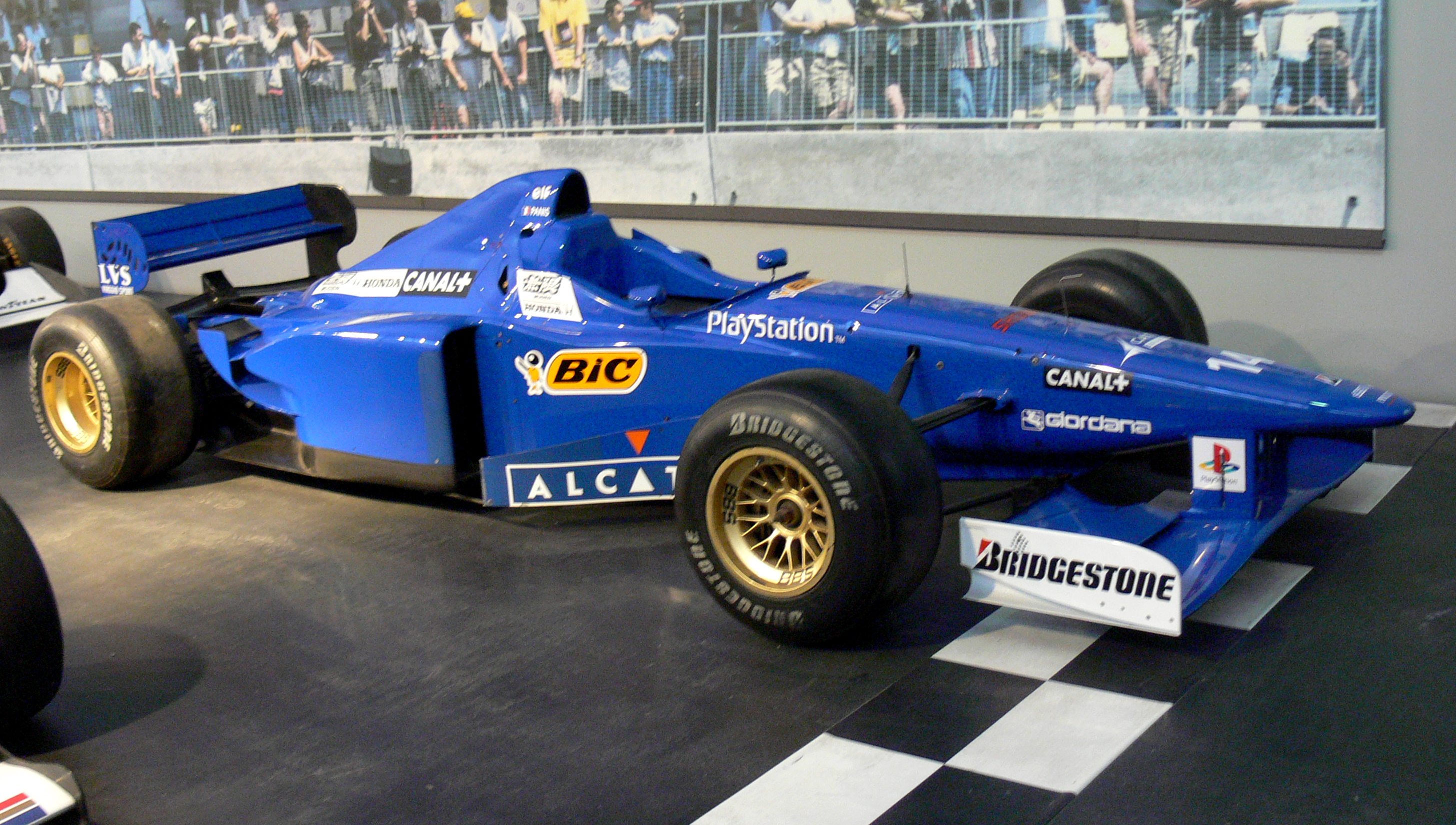
La Prost JS45 de 1997.

Prost Grand Prix fait ses débuts en Formule 1 en championnat du monde de Formule 1 1997 sur la base de l'équipe Ligier, avec un châssis siglé JS45 (dénomination en JS historique chez Ligier en hommage à Jo Schlesser), des moteurs Mugen-Honda et des pneumatiques Bridgestone. Olivier Panis réalise un excellent début de saison, avec deux podiums au Brésil et en Espagne, des arrivées dans les points en Australie, pour la toute première course de l'écurie, et à Monaco, deux départs en deuxième ligne, et une troisième place au championnat du monde. 
Shinji Nakano, qui est aligné en contrepartie du contrat avec Mugen-Honda, a plus de difficultés, et Alain Prost n'hésite pas à qualifier la deuxième monoplace de voiture morte. Nakano parvient tout de même à marquer un point au Canada. Ce Grand Prix marque un tournant dans l'histoire de Prost GP, puisque Panis y est victime d'un grave accident en fin de course. Le Français se brise une jambe et sera absent plusieurs mois, manquant les sept Grand Prix suivants. 
Jarno Trulli, alors managé par Briatore et préféré à un pilote français, remplace Panis à partir du Grand Prix de France mais les performances d'ensemble de l'équipe baissent et le moteur Mugen-Honda connaît plusieurs problèmes de fiabilité. Trulli finit tout de même quatrième en Allemagne, et Nakano sixième en Hongrie. En Autriche, Trulli part en seconde ligne et mène la course pendant 37 tours avant d'abandonner sur casse moteur au 58e alors qu'il était deuxième. Panis revient au Grand Prix suivant, au Nürburgring, et marque un nouveau point, le dernier de la saison. L'équipe termine sixième du championnat.

### Saison 1998

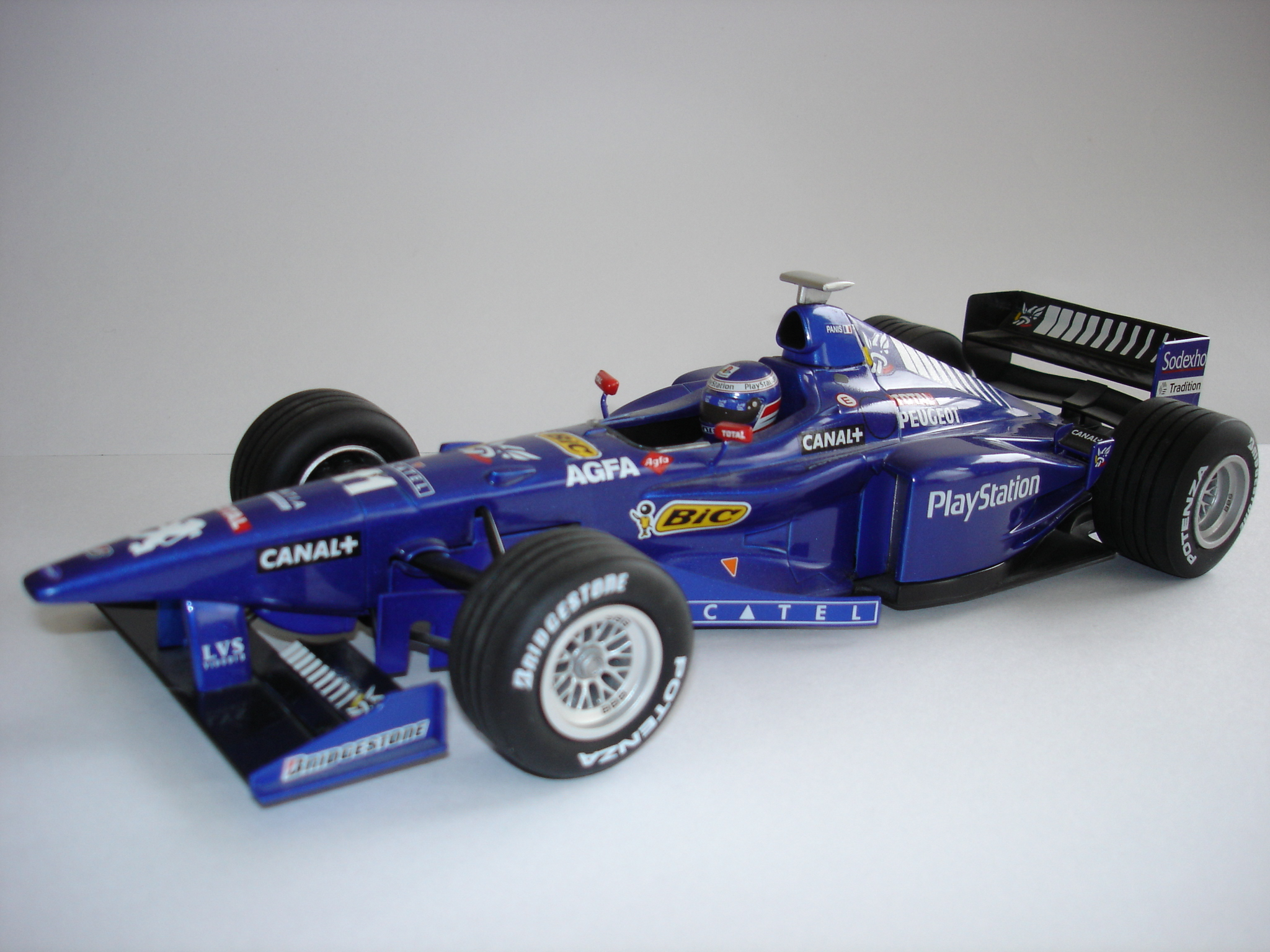
La « première » Prost, AP01 de 1998.

1998 est l'année des véritables débuts de l'écurie qui entame son partenariat avec Peugeot Sport et aligne sa première monoplace, la Prost AP01. 
Prost Grand Prix perd logiquement son statut d'écurie de développement Bridgestone au profit de McLaren-Mercedes. Au cours de l'hiver, l'équipe déménage, quittant l'usine Ligier de Magny-Cours pour s'installer à Guyancourt. Enfin, le règlement technique 1998 a fortement changé : les pneumatiques pour piste sèche sont désormais rainurés pour diminuer leur efficacité, les voitures sont moins larges et l'aérodynamique a été diminuée. Tous ces changements entraînent de grandes difficultés pour Prost GP dont le début de saison est très difficile. 
L'équipe est, de plus, victime de problèmes de fiabilité avec sa boîte de vitesses mise au point par Peugeot Sport et ne marque qu'un seul point sur l'ensemble de la saison, sous le déluge de Francorchamps, en profitant des nombreux abandons, grâce à Jarno Trulli. Elle ne termine que neuvième du classement constructeurs.

### Saison 1999

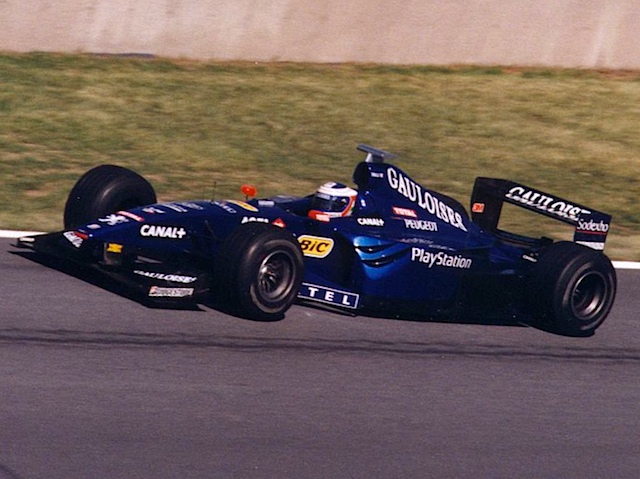
Jarno Trulli à bord de la Prost AP02 au Grand Prix du Canada 1999.

1999 doit être la saison de la reconquête : la Prost AP02 a été conçue avec le soutien de John Barnard, le déménagement et l'arrivée de Peugeot ont été digérés. Dès le début de saison, on constate une nette amélioration des résultats puisque Trulli est troisième en Australie avant d'être victime d'un souci avec la trappe à essence qui le renvoie en fin de peloton où il s'accroche avec Marc Gené. 
Au Brésil, Panis marque son premier point depuis plus d'un an malgré une pénalité pour départ anticipé. À Monaco, Trulli est sur le point de marquer un point quand il sort à Sainte-Dévote. Il marque enfin sur le circuit de Barcelone. À Magny-Cours, les voitures partent troisième et huitième grâce à la pluie et finissent à la porte des points. Les occasions manquées accroissent la déception et on commence à évoquer un départ de Peugeot. Alain Prost noue alors des contacts avec Supertec et Mercedes-Benz. En Allemagne, les Prost sont performantes et marquent un point grâce à Panis. Enfin, au Nürburgring, Trulli profite des conditions météo pour finir deuxième. Au Japon, Panis est troisième avant d'abandonner sur problème électrique. Prost Grand Prix termine à la septième place du championnat mais les occasions manquées font naître une déception qui entraîne un grand recadrage de l'écurie.

### Saison 2000

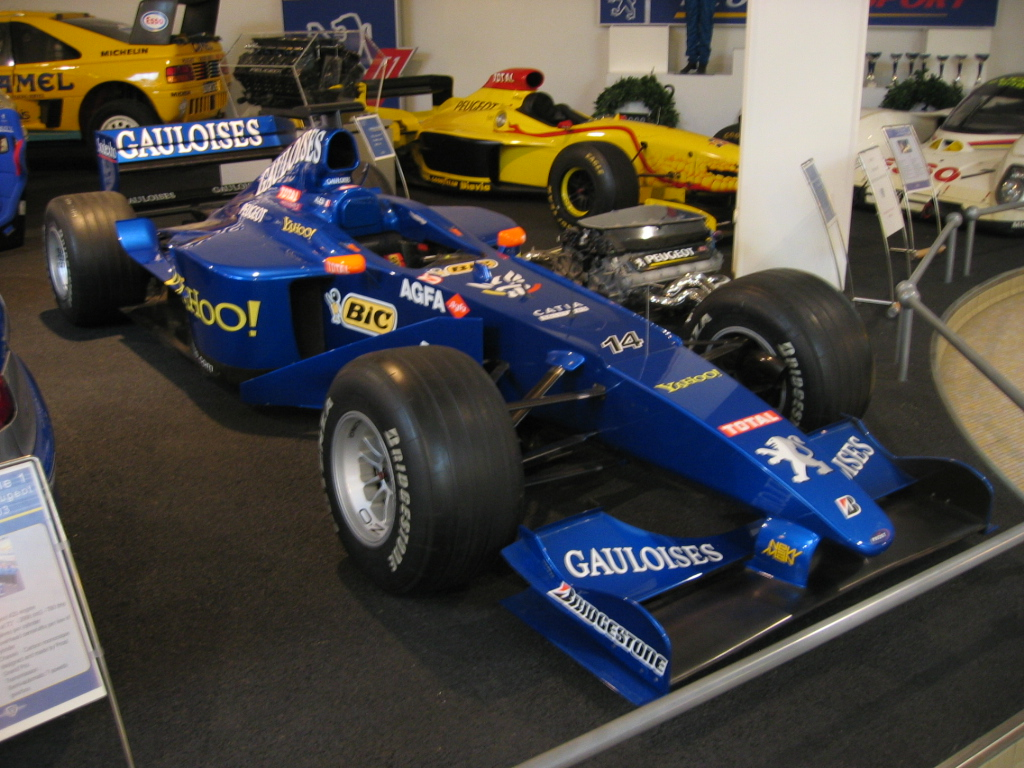
La Prost AP03 au musée Peugeot de Sochaux.

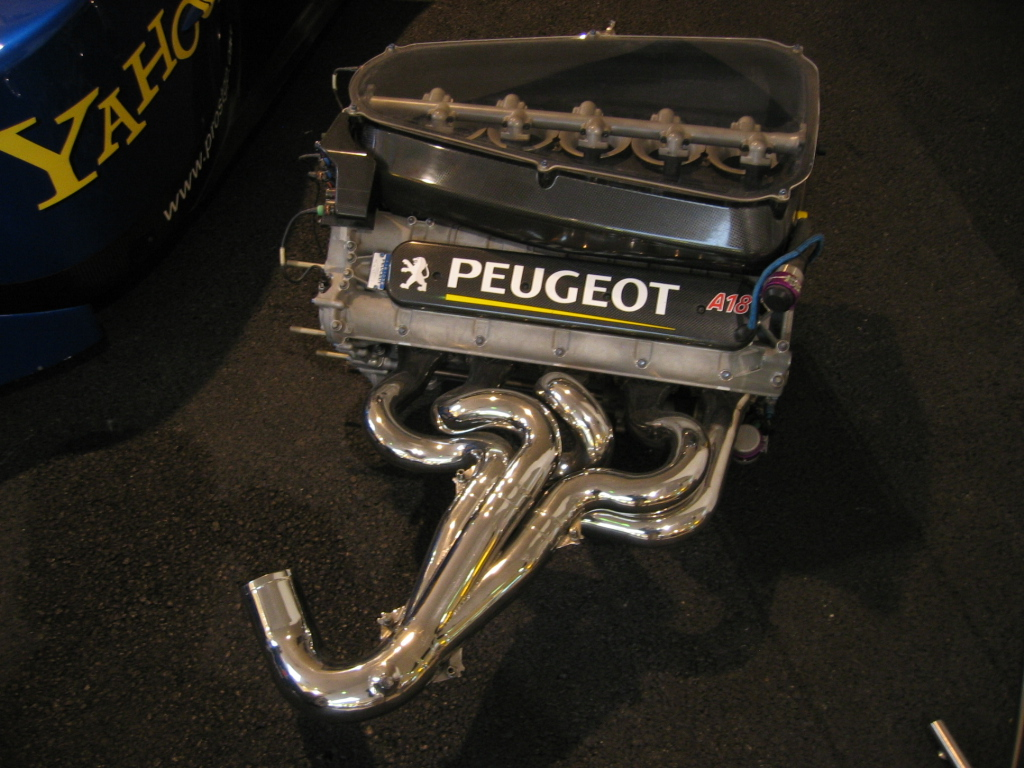
Le V10 Peugeot A18 de 2998 cm3 (AP03).

En 2000, Prost change drastiquement son personnel. Alan Jenkins, designer de la Stewart Grand Prix de la saison 1999 dessine la nouvelle AP03 avec John Barnard et Loïc Bigois. Panis et Trulli sont remplacés par Jean Alesi et Nick Heidfeld. Yahoo, nouveau commanditaire, remplace Canal+ et Alcatel. Enfin, Peugeot crée le bloc A20 nouvelle génération, plus puissant et plus léger. Mais ce moteur connaît de gros problèmes de fiabilité qui limitent le développement de la monoplace. Logiquement, le début de saison est très difficile car les voitures ne sont ni performantes ni fiables. La plupart des contrats de sponsoring ainsi que celui de Peugeot arrivent à échéance. La seule lueur d'espoir est la septième place en qualification d'Alesi à Monaco, non concrétisée à cause d'un problème de transmission. 
Les employés de Peugeot se mettent même en grève lors du warm-up du Grand Prix de France à cause de critiques répétées de Prost et Alesi. L'écurie boit la coupe jusqu'à la lie lorsque les deux voitures s'accrochent lors du Grand Prix d'Autriche. En n'inscrivant aucun point dans la saison, l'équipe se classe dernière du championnat du monde.

### Dernière saison: 2001

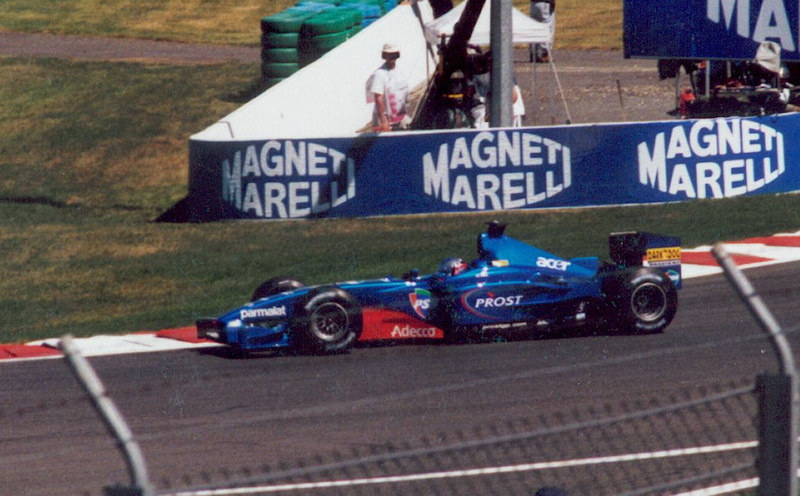
Jean Alesi au Grand Prix de France 2001.

En 2001, Prost Grand Prix doit repartir de zéro. Peugeot a quitté la Formule 1, et Ferrari demande 28 millions de dollars pour son bloc de la saison précédente rebadgé Acer. Or l'écurie a perdu de nombreux sponsors (Gauloises, Yahoo...) qui ne sont pas totalement remplacés par Acer, Adecco, PSN (Pan American Sport Network), Dark Dog et Brastemp. De plus, la onzième place de l'année précédente prive l'équipe du transport gratuit sur les Grands Prix. Pour amener de l'argent frais, l'ancien pilote Pedro Diniz achète 40 % de l'écurie et le pilote payant Gastón Mazzacane remplace Heidfeld. Enfin, Michelin, qui revient en F1, remplace Bridgestone et Henri Durand, ex-chef aérodynamicien chez McLaren, remplace Jenkins et Barnard. 
Dès le début de saison, la nouvelle AP04 est fiable mais manque de vitesse. Sous la pluie brésilienne, Alesi est sur le point de marquer un point, mais il finit huitième. Mazzacane, peu performant, est remplacé après quatre courses par Luciano Burti, qui a commencé la saison chez Jaguar. Alesi se classe sixième à Monaco puis cinquième à Montréal mais l'ambiance se détériore en raison des problèmes financiers.
Lors du Grand Prix national, à Magny-Cours, un problème de fond plat provoque la décision de départ d'Alesi qui marque tout de même un dernier point pour son dernier Grand Prix, en Allemagne, avant son départ pour Jordan. Heinz-Harald Frentzen le remplace mais il ne marquera aucun point malgré une 2e ligne en Belgique où Burti est victime d'un grave accident. Il est remplacé, sans plus de résultat, par Tomáš Enge. Prost finit neuvième du championnat, totalement exsangue financièrement.
Le 22 novembre 2001, Prost Grand Prix est mis en redressement judiciaire avec une dette de 30,5 millions d'euros. Faute de repreneur, l'équipe est mise en liquidation judiciaire le 15 janvier 2002. La société Phoenix Finance Ltd de Charles Nickerson et Tom Walkinshaw, le patron d'Arrows, tente de racheter les droits et les monoplaces mais comme la FIA ne les autorise pas à s'engager aux Grands Prix de Malaisie et du Brésil, les deux hommes renoncent.

## Résultats en championnat du monde de Formule 1
| Saison | Écurie                  | Châssis    | Moteur          | Pneus       | Pilotes                                                                    | Grands Prix disputés | Points inscrits | Classement |
| ------ | ----------------------- | ---------- | --------------- | ----------- | -------------------------------------------------------------------------- | -------------------- | --------------- | ---------- |
| 1997   | Prost Gauloises Blondes | Prost JS45 | Mugen-Honda V10 | Bridgestone | Olivier Panis Shinji Nakano Jarno Trulli                                   | 17                   | 21              | 6e         |
| 1998   | Gauloises Prost Peugeot | Prost AP01 | Peugeot V10     | Bridgestone | Olivier Panis Jarno Trulli                                                 | 16                   | 1               | 9e         |
| 1999   | Gauloises Prost Peugeot | Prost AP02 | Peugeot V10     | Bridgestone | Olivier Panis Jarno Trulli                                                 | 16                   | 9               | 7e         |
| 2000   | Gauloises Prost Peugeot | Prost AP03 | Peugeot V10     | Bridgestone | Jean Alesi Nick Heidfeld                                                   | 17                   | 0               | 11e        |
| 2001   | Prost Acer              | Prost AP04 | Acer V10        | Michelin    | Jean Alesi Gaston Mazzacane Luciano Burti Heinz-Harald Frentzen Tomáš Enge | 17                   | 4               | 9e         |

| Saison        | Écurie                  | Châssis    | Moteur          | Pneumatiques | Pilotes               | Courses | Courses | Courses | Courses | Courses | Courses | Courses | Courses | Courses | Courses | Courses | Courses | Courses | Courses | Courses | Courses | Courses | Points inscrits | Classement |
| Saison        | Écurie                  | Châssis    | Moteur          | Pneumatiques | Pilotes               | 1       | 2       | 3       | 4       | 5       | 6       | 7       | 8       | 9       | 10      | 11      | 12      | 13      | 14      | 15      | 16      | 17      | Points inscrits | Classement |
| ------------- | ----------------------- | ---------- | --------------- | ------------ | --------------------- | ------- | ------- | ------- | ------- | ------- | ------- | ------- | ------- | ------- | ------- | ------- | ------- | ------- | ------- | ------- | ------- | ------- | --------------- | ---------- |
| 1997          | Prost Gauloises Blondes | Prost JS45 | Mugen-Honda V10 | Bridgestone  |                       | AUS     | BRÉ     | ARG     | SMR     | MON     | ESP     | CAN     | FRA     | GBR     | GER     | HON     | BEL     | ITA     | AUT     | LUX     | JAP     | EUR     | 21              | 6e         |
| 1997          | Prost Gauloises Blondes | Prost JS45 | Mugen-Honda V10 | Bridgestone  | Olivier Panis         | 5e      | 3e      | Abd     | 8e      | 4e      | 2e      | 11e     |         |         |         |         |         |         |         | 6e      | Abd     | 7e      | 21              | 6e         |
| 1997          | Prost Gauloises Blondes | Prost JS45 | Mugen-Honda V10 | Bridgestone  | Jarno Trulli          |         |         |         |         |         |         |         | 10e     | 8e      | 4e      | 7e      | 15e     | 10e     | Abd     |         |         |         | 21              | 6e         |
| 1997          | Prost Gauloises Blondes | Prost JS45 | Mugen-Honda V10 | Bridgestone  | Shinji Nakano         | 7e      | 14e     | Abd     | Abd     | Abd     | Abd     | 6e      | Abd     | 11e     | 7e      | 6e      | Abd     | 11e     | Abd     | Abd     | Abd     | 10e     | 21              | 6e         |
| 1998          | Gauloises Prost Peugeot | Prost AP01 | Peugeot V10     | Bridgestone  |                       | AUS     | BRÉ     | ARG     | SMR     | ESP     | MON     | CAN     | FRA     | GBR     | AUT     | ALL     | HON     | BEL     | ITA     | LUX     | JAP     |         | 1               | 9e         |
| 1998          | Gauloises Prost Peugeot | Prost AP01 | Peugeot V10     | Bridgestone  | Olivier Panis         | 9e      | Abd     | 15e     | 11e     | 16e     | Abd     | Abd     | 11e     | Abd     | Abd     | 15e     | 12e     | Np      | Abd     | 12e     | 11e     |         | 1               | 9e         |
| 1998          | Gauloises Prost Peugeot | Prost AP01 | Peugeot V10     | Bridgestone  | Jarno Trulli          | Abd     | Abd     | 11e     | Abd     | 9e      | Abd     | Abd     | Abd     | Abd     | 10e     | 12e     | Abd     | 6e      | 13e     | Abd     | 12e     |         | 1               | 9e         |
| 1999          | Gauloises Prost Peugeot | Prost AP02 | Peugeot V10     | Bridgestone  |                       | AUS     | BRÉ     | SMR     | MON     | ESP     | CAN     | FRA     | GBR     | AUT     | ALL     | HON     | BEL     | ITA     | EUR     | MAL     | JAP     |         | 9               | 7e         |
| 1999          | Gauloises Prost Peugeot | Prost AP02 | Peugeot V10     | Bridgestone  | Olivier Panis         | Abd     | 6e      | Abd     | Abd     | Abd     | 9e      | 8e      | 13e     | 10e     | 6e      | 10e     | 13e     | 11e     | 9e      | Abd     | Abd     |         | 9               | 7e         |
| 1999          | Gauloises Prost Peugeot | Prost AP02 | Peugeot V10     | Bridgestone  | Jarno Trulli          | Abd     | Abd     | Abd     | 7e      | 6e      | Abd     | 7e      | 9e      | 7e      | Abd     | 8e      | 12e     | Abd     | 2e      | Np      | Abd     |         | 9               | 7e         |
| 2000          | Gauloises Prost Peugeot | Prost AP03 | Peugeot V10     | Bridgestone  |                       | AUS     | BRÉ     | SMR     | GBR     | ESP     | EUR     | MON     | CAN     | FRA     | AUT     | ALL     | HON     | BEL     | ITA     | USA     | JAP     | MAL     | 0               | 11e        |
| 2000          | Gauloises Prost Peugeot | Prost AP03 | Peugeot V10     | Bridgestone  | Jean Alesi            | Abd     | Abd     | Abd     | 10e     | Abd     | 9e      | Abd     | Abd     | 14e     | Abd     | Abd     | Abd     | Abd     | 12e     | Abd     | Abd     | 11e     | 0               | 11e        |
| 2000          | Gauloises Prost Peugeot | Prost AP03 | Peugeot V10     | Bridgestone  | Nick Heidfeld         | 9e      | Abd     | Abd     | Abd     | 16e     | Dsq     | 8e      | Abd     | 12e     | Abd     | 12e     | Abd     | Abd     | Abd     | 9e      | Abd     | Abd     | 0               | 11e        |
| 2001          | Prost Acer              | Prost AP04 | Acer V10        | Michelin     |                       | AUS     | MAL     | BRÉ     | SMR     | ESP     | AUT     | MON     | CAN     | EUR     | GBR     | FRA     | ALL     | HON     | BEL     | ITA     | USA     | JAP     | 4               | 9e         |
| 2001          | Prost Acer              | Prost AP04 | Acer V10        | Michelin     | Jean Alesi            | 9e      | 9e      | 8e      | 9e      | Abd     | Abd     | 6e      | 5e      | 15e     | 12e     | 11e     | 6e      |         |         |         |         |         | 4               | 9e         |
| 2001          | Prost Acer              | Prost AP04 | Acer V10        | Michelin     | Heinz-Harald Frentzen |         |         |         |         |         |         |         |         |         |         |         |         | Abd     | 9e      | Abd     | 10e     | 12e     | 4               | 9e         |
| 2001          | Prost Acer              | Prost AP04 | Acer V10        | Michelin     | Gaston Mazzacane      | Abd     | 12e     | Abd     | Abd     |         |         |         |         |         |         |         |         |         |         |         |         |         | 4               | 9e         |
| 2001          | Prost Acer              | Prost AP04 | Acer V10        | Michelin     | Luciano Burti         |         |         |         |         | 11e     | 11e     | Abd     | 8e      | 12e     | 10e     | Abd     | Abd     | Abd     | Abd     |         |         |         | 4               | 9e         |
| 2001          | Prost Acer              | Prost AP04 | Acer V10        | Michelin     | Tomáš Enge            |         |         |         |         |         |         |         |         |         |         |         |         |         |         | 12e     | 14e     | Abd     | 4               | 9e         |
| Légende       |                         |            |                 |              |                       |         |         |         |         |         |         |         |         |         |         |         |         |         |         |         |         |         |                 |            |
| Légende : ici |                         |            |                 |              |                       |         |         |         |         |         |         |         |         |         |         |         |         |         |         |         |         |         |                 |            |

## Palmarès des pilotes de Prost Grand Prix

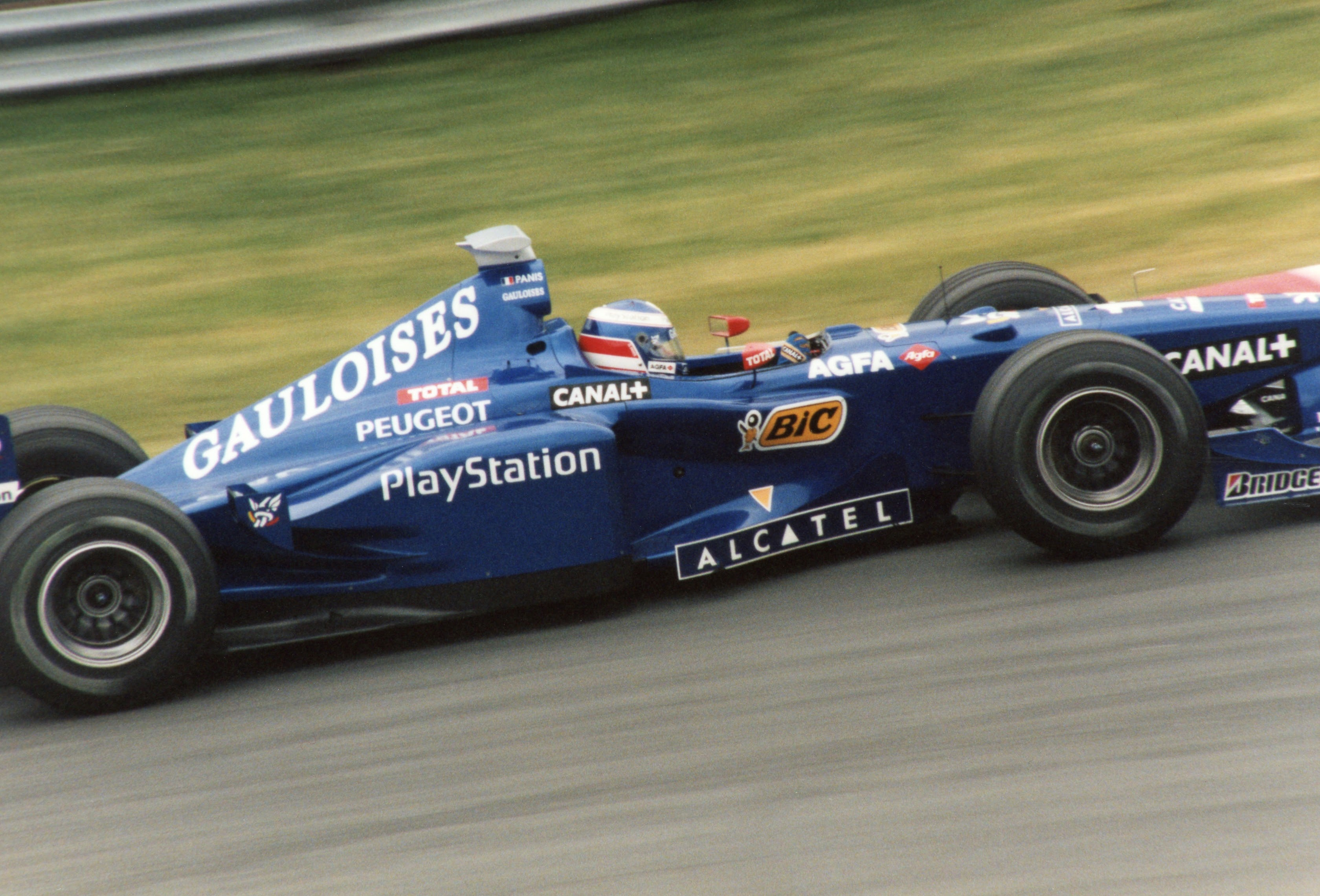
Olivier Panis au Grand Prix du Canada 1998.

| Pilote                | Grand Prix disputés | Victoires | Podiums | Points inscrits | Pole positions | Meilleur tour en course |
| --------------------- | ------------------- | --------- | ------- | --------------- | -------------- | ----------------------- |
| Olivier Panis         | 42                  | 0         | 2       | 18              | 0              | 0                       |
| Jarno Trulli          | 39                  | 0         | 1       | 9               | 0              | 0                       |
| Jean Alesi            | 25                  | 0         | 0       | 4               | 0              | 0                       |
| Shinji Nakano         | 17                  | 0         | 0       | 2               | 0              | 0                       |
| Nick Heidfeld         | 17                  | 0         | 0       | 0               | 0              | 0                       |
| Gaston Mazzacane      | 4                   | 0         | 0       | 0               | 0              | 0                       |
| Heinz-Harald Frentzen | 5                   | 0         | 0       | 0               | 0              | 0                       |
| Luciano Burti         | 5                   | 0         | 0       | 0               | 0              | 0                       |
| Tomáš Enge            | 3                   | 0         | 0       | 0               | 0              | 0                       |